# ラルフ・ミーカー
ラルフ・ミーカー（Ralph Meeker、1920年11月21日 - 1988年8月5日）は、アメリカ合衆国の俳優。映画『キッスで殺せ!』への出演などで知られている。

## 経歴
1920年11月21日、ミネソタ州ミネアポリスに生まれる。幼い頃、家族とともにイリノイ州シカゴへ移り住む。ノースウェスタン大学では音楽を専攻した。
1943年に初めて舞台に立ち、1947年にブロードウェイ・デビューを果たす。1949年、マーロン・ブランドに代わり、舞台『欲望という名の電車』でスタンリー・コワルスキーを演じる。1955年、映画『キッスで殺せ!』にマイク・ハマー役で出演する。1957年、スタンリー・キューブリック監督の『突撃』に出演する。
1988年8月5日、心臓発作によりカリフォルニア州ロサンゼルスにて死去。67歳没。

## フィルモグラフィー

### 映画
- Teresa（1951年）
- ジープの四人（1951年）
- 裸の拍車（1953年）
- 暗号第二番（1953年）
- 人妻の危機（1953年）
- キッスで殺せ!（1955年）
- 真昼の脱獄（1955年）
- 砂漠の対決（1955年）
- 突撃（1957年）
- 赤い矢（1957年）
- さらわれた花嫁（1957年）
- 傷だらけの愛（1961年）
- 特攻大作戦（1967年）
- 聖バレンタインの虐殺/マシンガン・シティ（1967年）
- 大ぐまベン（1967年）
- 刑事（1968年）
- ダーク・ファイター8（1968年）
- 恐怖のジェット旅客機（1970年）
- ショーン・コネリー/盗聴作戦（1971年）
- クリストファー・ウォーケンの マインド・スナッチャー 狂気の人体実験（1972年）
- ブラニガン（1975年）
- 巨大生物の島（1976年）
- ハイライダーズ（1978年）
- アルファ・インシデント（1978年）
- 大統領の堕ちた日（1979）
- ニンジャリアン（1980年）

### テレビ
- アウター・リミッツ（1963年）

### 舞台
- 欲望という名の電車（1949年）